# 신흥초등학교 (경북)
신흥초등학교는 대한민국 경상북도 포항시 남구 상도동에 있는 공립 초등학교이다.

## 학교 연혁
- 1972.03.20 포항 형산강 국민학교로 개교
- 1973.02. 제1회 졸업식(68명 졸업)
- 1973.03. 신흥국민학교로 교명 변경
- 1981.03. 대도국민학교 개교와 함께 분리 이관
- 1983.03. 신흥국민학교 병설 유치원 개원
- 1988.03. 대잠국민학교 개교와 함께 분리 이관
- 1988.11. 교사(校舍) 이전
- 1990.03. 대도국민학교 개교와 함께 분리 이관
- 1992.08. 교실 증축(교실10, 음악실1, 화장실2)
- 1994.12. 급식소 및 신축교사 이전
- 1998.03. 별관 3층 증축 (4개 교실 및 강당)
- 2005.11. ‘꿈둥지 도서관’개관
- 2010.08. 급식식당 현대화 사업
- 2011.02. 화장실 4개 보수 및 교실 천정형 에어컨 설치,학교안전강화시설 구축
- 2012.07. 디자인형 학교 울타리 설치
- 2014.02. 제42회 졸업(71명), 총졸업생수(5,993명)
- 2015.03. 제21대 차영하 교장 부임
- 2015.03. 13학급 편성(특수학급 1학급)

## 참고 자료
- 신흥초등학교 - 한국교육학술정보원 학교알리미